# Коллонг (Приморские Альпы)
Коллонг (фр. Collongues) — коммуна на юго-востоке Франции в регионе Прованс — Альпы — Лазурный берег, департамент Приморские Альпы, округ Грас, кантон Грас-1. До марта 2015 года коммуна административно входила в состав упразднённого кантона Сент-Обан (округ Грас).
Площадь коммуны — 10,78 км², население — 101 человек (2006) с тенденцией к стабилизации: 102 человека (2012), плотность населения — 9,5 чел/км².

## Население
Население коммуны в 2011 году составляло — 101 человек, а в 2012 году — 102 человека.
| 1962 | 1968 | 1975 | 1982 | 1990 | 1999 | 2006 | 2007 | 2011 | 2012 |
| ---- | ---- | ---- | ---- | ---- | ---- | ---- | ---- | ---- | ---- |
| 57   | 58   | 65   | 121  | 116  | 102  | 101  | 101  | 101  | 102  |

Динамика численности населения:

## Экономика
В 2010 году из 59 человек трудоспособного возраста (от 15 до 64 лет) 40 были экономически активными, 19 — неактивными (показатель активности 67,8 %, в 1999 году — 63,4 %). Из 40 активных трудоспособных жителей работали 36 человек (20 мужчин и 16 женщин), 4 числились безработными (3 мужчины и 1 женщина). Среди 19 трудоспособных неактивных граждан 2 были учениками либо студентами, 12 — пенсионерами, а ещё 5 — были неактивны в силу других причин.
На протяжении 2010 года в коммуне числилось 32 облагаемых налогом домохозяйства, в которых проживало 63,0 человека. При этом медиана доходов составила 12 тысяч 186 евро на одного налогоплательщика.